# Певај, брате
Певај, брате је српска позоришна представа коју је режирао Славенко Салетовић по тексту Стевана Копривице, у продукцији Фави театра из Београда. Премијерно је одиграна 11. новембра 2009. године у УК Вук Караџић. Прва је српска позоришна представа која се бави светом поп и рок музике и музичарима који покушају да пронађу себе и музичку матрицу у земљи потпуно потчињеној доминантном фолк моделу.
Због велике популарности представа је издата на двд издању, а 2011. године је снимана телевизијска серија Певај, брате! са сличном тематиком и истим главним глумцима. Док је представа добила наставак под називом Певај, брате 2, која је премијерно одиграна у Дому синдиката, 16. октобра 2013. Прва представа је одиграна 200 пута, а гледало је више од 200.000 гледалаца. На Јутјубу је прешла 3.000.000 прегледа.

## Награде
На 39. фестивалу Дани комедије у Јагодини
- Награда Миодраг Петровић Чкаља, за најсмешнију представу и статуета "Јованча Мицић".
- Андрија Милошевић је за улогу Маријана Девића Девила добио Статуету ћуран.

12. Међународни фестивал у Добоју
- Награда за сценско - музичко достигнуће
- Милан Васић - Награда за најбољег младог глумца.

6. Међународни фестивал Гумбекови дани у Загребу
- Андрија Милошевић - Статуета гумбек за најбољу мушку улогу.[11]

## Улоге
| Глумац            | Улога                |
| ----------------- | -------------------- |
| Андрија Милошевић | Маријан Девић Девил  |
| Милан Калинић     | Горан Ћирковић Фајта |
| Милан Васић       | Урош Џемић У-Џејл    |